# Cerradomys
Cerradomys là một chi chuột gạo Oryzomyini trong họ gặm nhấm Cricetidae phân bố từ phía Đông của Bolivia, Paraguay, và miền Trung của Brazil được tìm thấy ở Cerrado, Caatinga và Gran Chaco. Các loài trong chi này trong lịch sử từng nằm trong chi Oryzomys, những nghiên cứu khác chỉ ra rằng các loài này không có quan hệ gần gũi với các loài trong chi Oryzomys hơn là các loài khác. Những chi họ hàng gồm các loài sống trong môi trường mở và các môi trường thủy sinh như Aegialomys, Nectomys và Sigmodontomys. Sooretamys angouya trước đây cũng nằm trong Oryzomys thì có quan hệ khác.

## Các loài
Hiện chi này hàm chứa các loài sau:
- Cerradomys goytaca
- Cerradomys langguthi
- Cerradomys maracajuensis
- Cerradomys marinhus
- Cerradomys scotti (kể cả Oryzomys andersoni)
- Cerradomys subflavus
- Cerradomys vivoi